# Coelurus
Coelurus („dutý ocas“, podle otvorů v ocasních obratlech) byl malý teropodní dinosaurus, žijící na území dnešního Wyomingu (USA) v době asi před 153-150 miliony let (kimmeridž, období svrchní jury). Tento rod dal název celé rozsáhlé skupině teropodů - Coelurosauria, přesto není příliš dobře známý. V minulosti sem byly řazeny četné rody dravých dinosaurů, které byly později zase přejmenovány nebo prohlášeny za vědecky neplatné. V současnosti je uznáván pouze jeden druh, C. fragilis, popsaný O. C. Marshem v roce 1879 ze slavného souvrství Morrison.

## Stavba těla
Tento malý predátor dosahoval délky asi 2 až 2,5 metru a hmotnosti 15 kilogramů. Celková stavba těla byla velmi štíhlá, krk proporcionálně dlouhý a trup také (vlivem prodloužených obratlů). Lebka byla štíhlá a poměrně malá. Nohy byly dlouhé a silné, umožňující rychlý pohyb.

## Zařazení
Coelurus spadal do čeledi Coeluridae, která je pravděpodobně vývojovou součástí kladu Tyrannosauroidea. Obskurní taxony, jako je čínský Sinocoelurus nebo indický Coeluroides, tomuto rodu pravděpodobně blízce příbuzné nebyly.